# 98MULTi CanBe

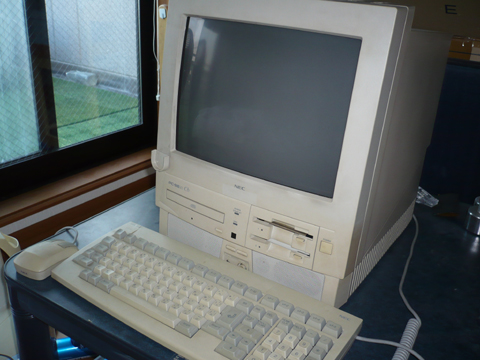
PC9821Cb（初代、FDD2台モデル）

98MULTi CanBe（98マルチ キャンビー）は、日本電気 (NEC)製の独自アーキテクチャを採用したパーソナルコンピュータであるPC-9821シリーズのうち、マルチメディア機能に特化した家庭用パーソナルコンピュータのシリーズ名である。
CanBeとはCan Be、すなわち「（何にでも）なれる」の意味である。

## 概説
『単なるパソコンではない、テレビやCDプレイヤー、FAX、ワードプロセッサ、ゲーム機にもなるオールインワンなマルチメディアマシン』を謳い文句にし、テレビチューナー、CD-ROMドライブ、FAXモデム（モデルによりオプション）、MPEGボード（モデルによりオプション）などを搭載していた。98ランチという独自のランチャーアプリケーションを備え、Windowsのインターフェースよりも視覚的な解りやすさを持っていた。ステレオスピーカーを装備していた他、リモコンを装備していたことも特徴で、テレビやCDプレイヤーの操作ができたほか、簡易的なキー操作も可能だった。また音源も豊富に持っており、ゲームに威力を発揮した。標準添付のソフトウェアも充実していた。
ただし、様々な機能を詰め込んだ代償として、拡張性はあまり高くはなく（Cバスが占有済で空きスロットが存在しなかったり、あっても数が少ない、バスに対する電力供給能力が低い、リソースが内蔵デバイスで既に消費されていて、拡張ハードウェアに割り当てにくい。）、主に初期モデルはパソコンとしては非力であったためスペックに余力がなく複数の機能を同時に使うには支障が出たりする弊害もあった。
大抵の世代でディスプレイ一体型と分離型のモデルがあり、性能的には分離型のモデルの方がやや高い。一体型モデルはステレオスピーカーも本体に内蔵している。

## 基本性能・装備
機種によっては標準で搭載されていないものもある。

### ハードウェア
- CRTディスプレイ（内蔵または別体） - Cr13は除く
- アナログテレビチューナー（キャプチャー機能付）
- 倍速以上CD-ROMドライブ
- ステレオスピーカー（内蔵または別体）
- ワイヤレスリモコン
- マイクロフォン
- FAXモデム
- PCM音源、FM音源

### ソフトウェア
- 98ランチ
- オフィススイート・ワープロソフト（Microsoft Works、Microsoft Office、一太郎）
- テキストリーダー（テキスト読み上げソフト）
- 98テレビ（テレビ視聴ソフト）
- 98プレイヤー（Audio CD、Photo CD、Video CD）
- 98FAX（FAXソフト）
- PC-VANナビゲーター
- MAGIC FLIGHT（タイピングソフト）

## 歴史・機種
初代から8代目までの「98MULTi CanBe」が製造発売された。詳細は下記を参照されたし。

### 初代
全機種に倍速CD-ROMドライブが搭載されている。

#### PC-9821Cb
CPU：i486SX（33MHz）/
メモリ：8MB/
HDD：210MB/
OS：MS-DOS 5.0A-H＋Windows 3.1
1994年（平成6年）10月に発売。初代CanBeの一種で15インチCRTディスプレイ一体型の機種。ステレオスピーカー内蔵。フロッピーディスクドライブが1機のもの（model 2、model 2F）と2機のモデル（model 2D）がある。model 2FはFAXモデムを標準搭載したモデルであった。Cバスは1スロットのみ。

#### PC-9821Cx
CPU：i486SX（33MHz）/
メモリ：8MB/
HDD：270MB・540MB/
OS：MS-DOS 5.0A-H＋Windows 3.1
1994年（平成6年）10月発売。初代CanBeの一種。15インチCRTディスプレイ別体型。本体は横型で上にディスプレイを置くことができる。付属のステレオスピーカーはディスプレイ横部に取り付ける形。Cバスは3スロット装備。

#### PC-9821Cf
CPU：Pentium（60MHz）/
メモリ：8MB/
HDD：540MB/
OS：MS-DOS 5.0A-H＋Windows 3.1
1994年（平成6年）10月発売。性能面はPC-9821Cxとあまり差がないが、この機種のみPentiumが搭載されていた。Cバスは3スロット装備。

### 2代目
初代のスペックを向上しさらに機能追加された機種。筐体デザインが一新されている。MS-DOSのバージョンが6.2になった。

#### PC-9821Cb2
CPU：i486DX2（66MHz）/
メモリ：8MB/
HDD：420MB/
OS：MS-DOS 6.2＋Windows 3.1
1995年6月発売。CRTディスプレイ一体型の機種。先代は15インチのCRTディスプレイが内蔵されていたが、本機は14インチ。CD-ROMドライブは倍速。Cバスは2スロット。

#### PC-9821Cx2
CPU：Pentium（75MHz）/
メモリ：8MB/
HDD：420MB・850MB/
OS：MS-DOS 6.2＋Windows 3.1
1995年6月発売。15インチまたは17インチのCRTディスプレイ別体型。Pentium搭載機。4倍速CD-ROMドライブを装備。Cバスは3つ。

### 3代目
Windows 95の登場に合わせて販売された。筐体デザインは2代目のままだがスペックが向上し、全機種Pentiumになり、16MBのメモリが標準搭載された。

#### PC-9821Cb3
CPU：Pentium（75MHz）/
メモリ：16MB/
HDD：850MB/
OS：Windows 95
1995年11月発売。14インチCRTディスプレイ一体型。4倍速CD-ROMドライブを装備。Cバスは2つ。

#### PC-9821Cx3
CPU：Pentium（100MHz）/
メモリ：16MB/
HDD：850MB・1.2GB/
OS：Windows 95
1995年11月発売。15インチまたは17インチのCRTディスプレイ別体型。Pentium搭載機。4連装の4倍速CD-ROMドライブを装備。MIDI音源ボードが標準搭載されたモデルもあり。Cバスは3つ。

### 4代目
筐体デザインこそ3代目のままだが、スペックが向上。持ち運びができるCr13が登場。

#### PC-9821Cb10
CPU：Pentium（100MHz）/
メモリ：16MB/
HDD：850MB
OS：Windows 95
1996年2月発売。14インチCRTディスプレイ一体型。4倍速CD-ROMドライブを装備。Cバスは1スロット。

#### PC-9821Cx13
CPU：Pentium（133MHz）/
メモリ：16MB/
HDD：850MB・1.2GB/
OS：Windows 95
1996年2月発売。15インチまたは17インチのCRTディスプレイ別体型。4連装の4倍速CD-ROMドライブを装備。Cバスは3スロット。

#### PC-9821Cr13 (CanBe Jam)
CPU：Pentium（133MHz）/
メモリ：16MB/
HDD：850MB/
OS：Windows 95
1996年2月発売。黒い筐体が特徴のTFT液晶ディスプレイ（10.4インチ）を搭載した機種。タッチパッド式のマウス機能が付属した専用キーボードが搭載され、ディスプレイ部にはめ込むことができる。4連装の4倍速CD-ROMドライブを装備。Cバスは存在せず、代わりにPCカードスロットが存在する。取っ手がついており可搬性に優れるが、約13kgの重量のほか駆動用バッテリーも存在しないのでノートパソコンのような使い方はできない。

### 5代目
筐体デザインが一新された。全機種においてCバスが廃止され、PCIスロットに置き換えられた。ディズニーのソフトが付属された。

#### PC-9821Cu10
CPU：Pentium（100MHz）/
メモリ：16MB/
HDD：1.2GB/
OS：Windows 95
1996年5月発売。15インチCRTディスプレイ一体型。4倍速CD-ROMドライブを装備。PCIスロットは1つ。内蔵スピーカーはそれまで筐体下部にあったが、この機種からはディスプレイの左右へ位置を変更されている。

#### PC-9821Ct16
CPU：Pentium（166MHz）/
メモリ：16MB/
HDD：1.6GB/
OS：Windows 95
1996年6月発売。17インチCRTディスプレイ別体型。本体はそれまでのディスプレイ別体型モデルとは異なり縦置きのタワー型となった。4連装の4倍速CD-ROMドライブを装備。PCIスロットは2つ。

### 6代目
メモリが32MB標準搭載になり、4連装CD-ROMドライブ搭載機種が増えた。またリモコンがマウスカーソルを動かすことができるタイプに変更された。

#### PC-9821Cu13
CPU：Pentium（133MHz）/
メモリ：32MB/
HDD：1.2GB/
OS：Windows 95
1996年11月発売。15インチCRTディスプレイ一体型。4連装の4倍速CD-ROMドライブを装備。PCIスロットは1つ。

#### PC-9821Cu16
CPU：Pentium（166MHz）/
メモリ：32MB/
HDD：1.6GB/
OS：Windows 95
1996年11月発売。Cu13の上位モデル。15インチCRTディスプレイ一体型。4連装の6倍速CD-ROMドライブを装備。PCIスロットは1つ。

#### PC-9821Ct20
CPU：Pentium（200MHz）/
メモリ：32MB/
HDD：2GB
OS：Windows 95
1996年11月発売。17インチCRTディスプレイ別体型。本体は先代のCt16と同じくタワー型。CD-Rに対応。PCIスロットは2つ。

### 7代目

#### PC-9821Cu13T/B
CPU：Pentium（133MHz）/
メモリ：32MB/
HDD：1.6GB/
OS：Windows 95
1997年2月発売。6代目のCu13にタッチパネルを搭載したモデル。スペック的にはCu13とあまり変わらない。

### 8代目
CanBeシリーズの最終モデルとして、1997年8月にPC-9821Cu13T/B2と、PC-9821Cu16/HA2（B2）が販売された。スペックそのものはそれぞれ7代目のCu13T/B、6代目のCu16と変わっておらず、付属ソフトの構成が異なる程度であった。

## Qハチ君
CanBeシリーズのマスコットキャラクターとして「Qハチ君（キューハチくん）」というハチのキャラクターが使われた。

## PC-FXボード
CanBeでPC-FX専用ソフトを動作できる、CanBe専用のオプションボード「PC-FXボード（FX-98IF）」が販売されたが、これはPC-FXGAとは全く別の製品であり、機能も異なる。
PC-FXボードはボード上にバックアップメモリを搭載しており、パソコン側でデータの管理はできない仕様であった。対してPC-FXGAはバックアップメモリを搭載していない代わりにデータをパソコン上で管理できた。また、PC-FXGAには存在したS端子がPC-FXボードには存在しない（S端子はPC-FXにも存在した）。さらに、PC-FXGAに搭載された3D機能もPC-FXボードには搭載されていない。

## 参考情報
- “NECパソコン博物館 PC-9821Cb/Cx/Cf”.   NEC (121ware). 2012年2月28日閲覧。
- “NECパソコン博物館 PC-9821Cr13”.   NEC (121ware). 2012年2月28日閲覧。
- “NECパソコン博物館 PC-9821Cu13/B”.   NEC (121ware). 2012年2月28日閲覧。
- “NECパソコン博物館 PC-9821Ct20/A”.   NEC (121ware). 2012年2月28日閲覧。